# 黃秉中
黃秉中（1654年—1718年），字惟一，汉军镶红旗人。清朝官員。籍奉天海城。

## 生平
廕監生出身。康熙二十年（1681年）任山東范縣知縣。康熙二十八年（1689年）陞貴州黔西州知州。历刑部員外郎、吏部郎中、監察御史、內閣侍讀學士。康熙四十七年（1708年）以都察院右副都御史，巡撫浙江。康熙四十九年（1710年）改福建巡撫。次年革職。康熙五十一年給還原品。乾隆十八年入祀名宦祠。其子為乾隆朝太保、武英殿大學士兼陝甘總督黃廷桂。